# Leopoldo Serantes
Leopoldo Serantes (15 marzo 1962 – Manila, 1º settembre 2021) è stato un pugile filippino.

## Palmarès

### Olimpiadi
- 1 medaglia:
  - 1 bronzo (Seul 1988 nei pesi mosca leggeri)

### Giochi del Sud-est asiatico
- 2 medaglie:
  - 1 oro (Bangkok 1985 nei pesi mosca leggeri)
  - 1 oro (Giacarta 1987 nei pesi mosca leggeri)